# Bruno Boni
Bruno Boni (Cremona, 13 de mayo de 1915-Vescovato, 30 de marzo de 2003) fue un deportista italiano que compitió en remo.
Participó en los Juegos Olímpicos de Londres 1948, obteniendo una medalla de bronce en la prueba de dos sin timonel. Ganó una medalla de bronce en el Campeonato Europeo de Remo de 1949.

## Palmarés internacional
| Juegos Olímpicos   | Juegos Olímpicos         | Juegos Olímpicos  | Juegos Olímpicos |
| Año                | Lugar                    | Medalla           | Prueba           |
| ------------------ | ------------------------ | ----------------- | ---------------- |
| 1948               | Londres (Reino Unido)    | Medalla de bronce | Dos sin timonel  |
| Campeonato Europeo |                          |                   |                  |
| Año                | Lugar                    | Medalla           | Prueba           |
| 1949               | Ámsterdam (Países Bajos) | Medalla de bronce | Dos sin timonel  |